# مايكل تارفير
تايرون إيفانز (بالإنجليزية: Michael Tarver)‏ (ولد في 8 مارس 1977) المشهور باسم الحلبة مايكل تارفير هو مصارع محترف أمريكي.

## وصلات خارجية
- مايكل تارفير على موقع IMDb (الإنجليزية)
- مايكل تارفير على موقع قاعدة بيانات الفيلم (الإنجليزية)
- مايكل تارفير على موقع CageMatch worker (الإنجليزية)
- مايكل تارفير على موقع عالم المصارعة على الإنترنت (الإنجليزية)
- مايكل تارفير على موقع عالم المصارعة على الإنترنت (الإنجليزية)

- الملف الشخصي.
- الملف الشخصي.
- الملف الشخصي.